# Everett Bradley
Everett Lewis Bradley (Cedar Rapids, Iowa, 19 de maig de 1897 – Wichita, Kansas, 25 de juliol de 1969) va ser un atleta estatunidenc que va competir a començaments del segle xx.
El 1920 es va classificar per disputar les proves de l'heptatló i e decatló dels Jocs Olímpics d'Anvers, però a l'hora de la veritat sols va disputar la competició del pentatló del programa d'atletisme. En ella guanyà la medalla de plata, en finalitzar segon rere el finlandès Eero Lehtonen.
Bradley es va graduar en geologia per la Universitat de Kansas i posteriorment va treballar per a una empresa productora de petroli.

## Millors marques
- Llançament de javelina. 47,42 m (1920)[1]
- Salt de llargada. 7,08 m (1922)
- Decatló. 6.138 punts (1920)[2]